# Banović Strahinja (1981.)
Banović Strahinja, hrvatski (Jadran film), njemački (Neue Tele Contact München) i srbijanski (Avala film i Avala Profilm Beograd, Zvezda film Novi Sad) dugometražni film iz 1981. godine.

## Radnja
Krajem 14. stoljeća, srednjovjekovna Srbija našla se pod udarom Osmanskoga Carstva. Vlah-Alija (Dragan Nikolić), jedan od turskih odmetnika, opljačkao je Banjsku, dvor srpskoga plemića Banovića Strahinje (Franco Nero), dok je on bio u lovu i odveo njegovu mladu ženu Anđu (Sanja Vejnović). Kada je otkrio što se dogodilo, Strahinja pokušava spasiti Anđu, ali ne dobiva pomoć ni od koga, jer svi sumnjaju u njenu vjernost. U međuvremenu Alija pokušava zavesti Anđu.